# Iso-Juures
Iso-Juures est une île du lac Päijänne à Sysmä en Finlande,.

## Géographie
Iso-Juures mesure 2,2 kilomètres de long, 1,5 kilomètre de large et a une superficie de 1,93 kilomètre carré.
Il est situé au nord-est du Tehinselkä et au sud-est du Judinsalonselkä. 
Sur le côté ouest de l'île se trouve Vähä-Juures derrière le détroit Juurestensalmi et Töijensalo à 800 mètres au sud. 
Iso-Juures est voisine de Kuivasaari au sud et de dix petites îles.
Iso-Juures est une île boisée avec un marais autour de l'étang Juureslampi peu profond et envahi par la végétation. 
Les points les plus élevés de l'île sont situés dans sa partie nord-est, où la plus haute colline culmine à 27 mètres au-dessus du lac Päijänne.
Iso-Juures abrite une vingtaine maisons de vacances et n'a pas de population permanente.